# Petalium
Petalium là một chi bọ cánh cứng thuộc họ Ptinidae.